# Remo nos Jogos Olímpicos de Verão de 2024 - Skiff duplo leve feminino
A competição do skiff duplo leve feminino do remo nos Jogos Olímpicos de Verão de 2024 ocorreu entre 28 de julho e 2 de agosto de 2024 no Estádio Náutico de Vaires-sur-Marne, na Ilha de França. Um total de 32 remadoras de 16 Comitês Olímpicos Nacionais (CON) participaram do evento. Este evento não será mais disputado em Jogos Olímpicos, já que a partir 2028 será substituído pelo remo costeiro, disputado na praia.

## Qualificação
Cada CON poderia classificar um único barco (duas remadoras) no skiff duplo leve feminino. Um total de 16 vagas estavam disponíveis, sendo distribuídas da seguinte forma:
- 7 pelo Campeonato Mundial de Remo de 2023;
- 1 pela regata de qualificação olímpica da África;
- 2 pela regata de qualificação olímpica das Américas;
- 2 pela regata de qualificação olímpica da Ásia e Oceania;
- 2 pela regata de qualificação olímpica da Europa;
- 2 pela regata final de qualificação olímpica.

## Formato
No skiff duplo leve cada barco é impulsionado por duas remadoras. Por serem barcos parelhos, cada remadora usa dois remos, um de cada lado do barco; isso contrasta com os barcos de pontas em que cada remadora tem remos em apenas um lado. A competição consiste em rodadas e usa o formato de três fases. As finais são realizadas para determinar a colocação de cada barco (na final A são definidas as medalhistas). O percurso usa a distância de 2000 metros que se tornou o padrão olímpico para as mulheres em 1992.

## Calendário
Horário local (UTC+2)
| Dia         | Horário | Fase          |
| ----------- | ------- | ------------- |
| 28 de julho | 11:30   | Eliminatórias |
| 29 de julho | 11:00   | Repescagem    |
| 31 de julho | 9:42    | Final C       |
| 31 de julho | 11:34   | Semifinais    |
| 2 de agosto | 11:18   | Final B       |
| 2 de agosto | 12:22   | Final A       |

## Medalhistas
| Ouro   | GBR Emily Craig e Imogen Grant             |
| Prata  | ROU Gianina van Groningen e Ionela Cozmiuc |
| Bronze | GRE Dimitra Kontou e Zoi Fitsiou           |

## Resultados

### Eliminatórias

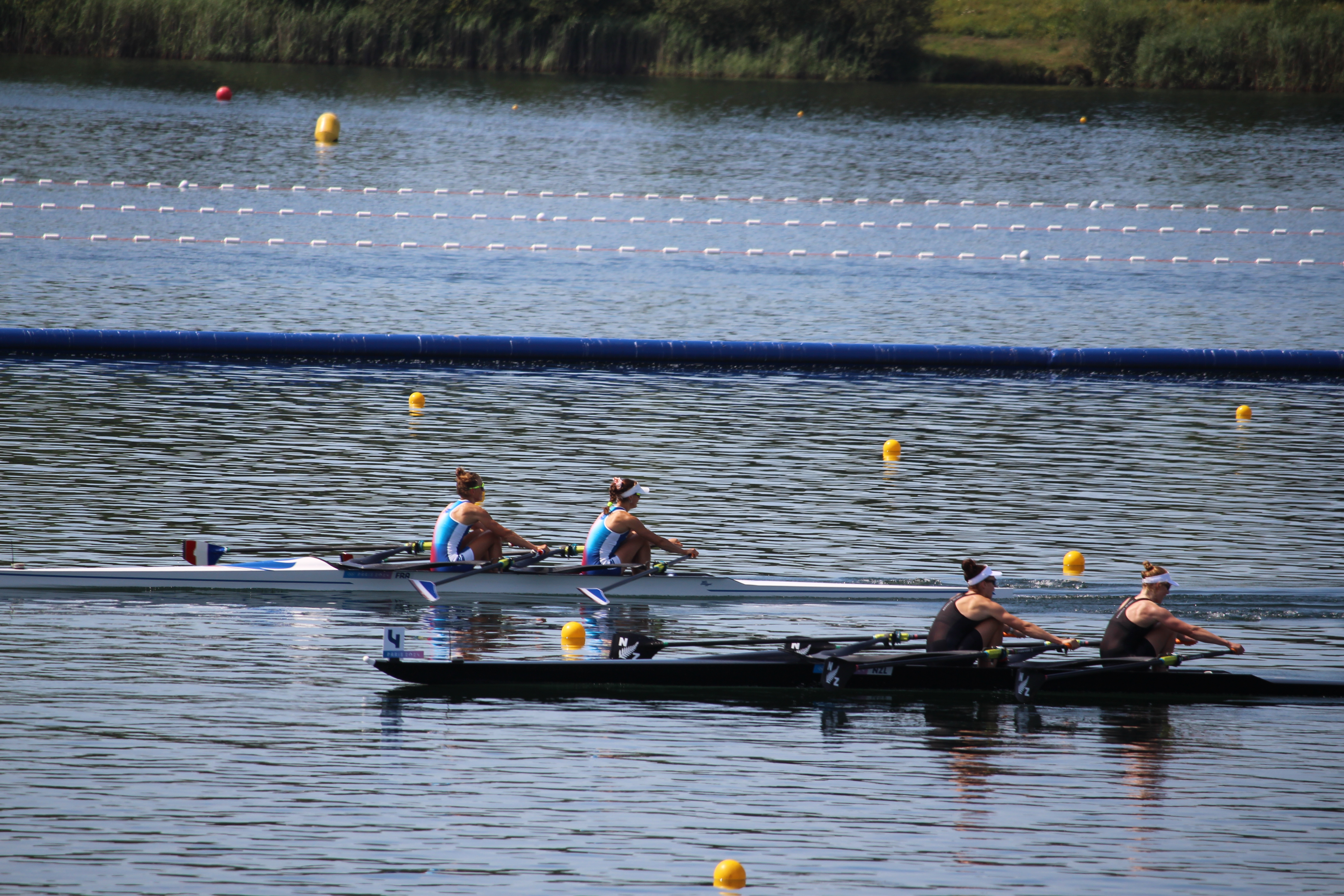
Barcos da França (cima) e da Nova Zelândia durante a terceira bateria das eliminatórias

As duas primeiras de cada bateria se classificam para as semifinais, enquanto as restantes disputam a repescagem.
Eliminatória 1
| Pos. | Raia | Remadoras                                | CON              | Tempo   | Notas |
| ---- | ---- | ---------------------------------------- | ---------------- | ------- | ----- |
| 1    | 5    | Emily Craig Imogen Grant                 | GBR Grã-Bretanha | 7:04.20 | Q     |
| 2    | 6    | Dimitra Kontou Zoi Fitsiou               | GRE Grécia       | 7:08.51 | Q     |
| 3    | 1    | Aoife Casey Margaret Cremen              | IRL Irlanda      | 7:12.89 | R     |
| 4    | 3    | Louisa Altenhuber Lara Tiefenthaler      | AUT Áustria      | 7:24.14 | R     |
| 5    | 2    | Khadija Krimi Selma Dhaouadi             | TUN Tunísia      | 7:31.19 | R     |
| 6    | 4    | Sonia Baluzzo Chiaruzzo Evelyn Silvestro | ARG Argentina    | 7:36.43 | R     |

Eliminatória 2
| Pos. | Raia | Remadoras                            | CON                | Tempo   | Notas |
| ---- | ---- | ------------------------------------ | ------------------ | ------- | ----- |
| 1    | 4    | Gianina van Groningen Ionela Cozmiuc | ROU Romênia        | 7:03.83 | Q     |
| 2    | 5    | Mary Reckford Michelle Sechser       | USA Estados Unidos | 7:12.65 | Q     |
| 3    | 2    | Alessia Palacios Valeria Palacios    | PER Peru           | 7:32.68 | R     |
| 4    | 3    | Mahsa Javar Zeinab Norouzi           | IRI Irã            | 7:35.97 | R     |
| 5    | 1    | Emi Hirouchi Ayami Oishi             | JPN Japão          | 7:39.17 | R     |

Eliminatória 3
| Pos. | Raia | Remadoras                      | CON               | Tempo   | Notas |
| ---- | ---- | ------------------------------ | ----------------- | ------- | ----- |
| 1    | 4    | Shannon Cox Jackie Kiddle      | NZL Nova Zelândia | 7:02.25 | Q     |
| 2    | 3    | Claire Bové Laura Tarantola    | FRA França        | 7:03.22 | Q     |
| 3    | 2    | Jennifer Casson Jill Moffatt   | CAN Canadá        | 7:09.45 | R     |
| 4    | 5    | Martyna Radosz Katarzyna Wełna | POL Polônia       | 7:11.14 | R     |
| 5    | 1    | Zou Jiaqi Qiu Xiuping          | CHN China         | 7:39.17 | R     |

### Repescagem
As três primeiras de cada bateria se classificam para as semifinais; as restantes avançam para a Final C (fora da chance de medalhas).
Repescagem 1
| Pos. | Raia | Remadoras                                | CON           | Tempo   | Notas |
| ---- | ---- | ---------------------------------------- | ------------- | ------- | ----- |
| 1    | 4    | Aoife Casey Margaret Cremen              | IRL Irlanda   | 7:11.38 | Q     |
| 2    | 3    | Jennifer Casson Jill Moffatt             | CAN Canadá    | 7:16.81 | Q     |
| 3    | 1    | Sonia Baluzzo Chiaruzzo Evelyn Silvestro | ARG Argentina | 7:29.76 | Q     |
| 4    | 2    | Mahsa Javar Zeinab Norouzi               | IRI Irã       | 7:35.56 | FC    |
| 5    | 5    | Zou Jiaqi Qiu Xiuping                    | CHN China     | 7:42.66 | FC    |

Repescagem 2
| Pos. | Raia | Remadoras                           | CON         | Tempo   | Notas |
| ---- | ---- | ----------------------------------- | ----------- | ------- | ----- |
| 1    | 2    | Martyna Radosz Katarzyna Wełna      | POL Polônia | 7:16.26 | Q     |
| 2    | 4    | Louisa Altenhuber Lara Tiefenthaler | AUT Áustria | 7:17.77 | Q     |
| 3    | 1    | Khadija Krimi Selma Dhaouadi        | TUN Tunísia | 7:25.21 | Q     |
| 4    | 3    | Alessia Palacios Valeria Palacios   | PER Peru    | 7:28.58 | FC    |
| 5    | 5    | Emi Hirouchi Ayami Oishi            | JPN Japão   | 7:31.14 | FC    |

### Semifinais
As três primeiras de cada bateria qualificam-se para a Final A, enquanto as restantes vão para a Final B (fora da chance por medalhas).
Semifinal A/B 1
| Pos. | Raia | Remadoras                                | CON                | Tempo   | Notas |
| ---- | ---- | ---------------------------------------- | ------------------ | ------- | ----- |
| 1    | 3    | Emily Craig Imogen Grant                 | GBR Grã-Bretanha   | 6:59.79 | FA    |
| 2    | 4    | Shannon Cox Jackie Kiddle                | NZL Nova Zelândia  | 7:02.86 | FA    |
| 3    | 2    | Mary Reckford Michelle Sechser           | USA Estados Unidos | 7:05.03 | FA    |
| 4    | 5    | Martyna Radosz Katarzyna Wełna           | POL Polônia        | 7:06.69 | FB    |
| 5    | 1    | Jennifer Casson Jill Moffatt             | CAN Canadá         | 7:13.36 | FB    |
| 6    | 6    | Sonia Baluzzo Chiaruzzo Evelyn Silvestro | ARG Argentina      | 7:33.41 | FB    |

Semifinal A/B 2
| Pos. | Raia | Remadoras                            | CON         | Tempo   | Notas |
| ---- | ---- | ------------------------------------ | ----------- | ------- | ----- |
| 1    | 3    | Gianina van Groningen Ionela Cozmiuc | ROU Romênia | 6:56.65 | FA    |
| 2    | 2    | Dimitra Kontou Zoi Fitsiou           | GRE Grécia  | 6:57.90 | FA    |
| 3    | 5    | Aoife Casey Margaret Cremen          | IRL Irlanda | 6:59.72 | FA    |
| 4    | 4    | Claire Bové Laura Tarantola          | FRA França  | 7:03.22 | FB    |
| 5    | 1    | Louisa Altenhuber Lara Tiefenthaler  | AUT Áustria | 7:19.70 | FB    |
| 6    | 6    | Khadija Krimi Selma Dhaouadi         | TUN Tunísia | 7:26.39 | FB    |

### Finais
As regatas finais definem as posições de todas as remadoras. Na Final A são decididos as medalhistas.
Final C
| Pos. | Raia | Remadoras                         | CON       | Tempo   |
| ---- | ---- | --------------------------------- | --------- | ------- |
| 13   | 1    | Zou Jiaqi Qiu Xiuping             | CHN China | 7:07.55 |
| 14   | 2    | Alessia Palacios Valeria Palacios | PER Peru  | 7:12.27 |
| 15   | 4    | Emi Hirouchi Ayami Oishi          | JPN Japão | 7:14.00 |
| 16   | 3    | Mahsa Javar Zeinab Norouzi        | IRI Irã   | 7:14.32 |

Final B
| Pos. | Raia | Remadoras                                | CON           | Tempo   |
| ---- | ---- | ---------------------------------------- | ------------- | ------- |
| 7    | 3    | Claire Bové Laura Tarantola              | FRA França    | 7:03.24 |
| 8    | 2    | Jennifer Casson Jill Moffatt             | CAN Canadá    | 7:04.82 |
| 9    | 4    | Martyna Radosz Katarzyna Wełna           | POL Polônia   | 7:08.47 |
| 10   | 5    | Louisa Altenhuber Lara Tiefenthaler      | AUT Áustria   | 7:10.02 |
| 11   | 1    | Khadija Krimi Selma Dhaouadi             | TUN Tunísia   | 7:21.65 |
| 12   | 6    | Sonia Baluzzo Chiaruzzo Evelyn Silvestro | ARG Argentina | 7:25.86 |

Final A
| Pos.              | Raia | Remadoras                            | CON                | Tempo   |
| ----------------- | ---- | ------------------------------------ | ------------------ | ------- |
| Medalha de ouro   | 3    | Emily Craig Imogen Grant             | GBR Grã-Bretanha   | 6:47.06 |
| Medalha de prata  | 4    | Gianina van Groningen Ionela Cozmiuc | ROU Romênia        | 6:48.78 |
| Medalha de bronze | 2    | Dimitra Kontou Zoi Fitsiou           | GRE Grécia         | 6:49.28 |
| 4                 | 5    | Shannon Cox Jackie Kiddle            | NZL Nova Zelândia  | 6:51.65 |
| 5                 | 1    | Aoife Casey Margaret Cremen          | IRL Irlanda        | 6:54.57 |
| 6                 | 6    | Mary Reckford Michelle Sechser       | USA Estados Unidos | 6:55.60 |